# Conolophus
Conolophus ou iguana-terrestre é um gênero de iguanas encontrado no arquipélago de Galápagos.

## Espécies
- Conolophus pallidus
- Conolophus subcristatus
- Conolophus rosada